# Orussus abietinus
Orussus abietinus is een vliesvleugelig insect uit de familie van de Orussidae. De wetenschappelijke naam van de soort is voor het eerst geldig gepubliceerd in 1763 door Scopoli.